# Ацетилацетон
Ацетѝлацето́н (диацетилметан, пентан-2,4-дион) СН3-СО-СН2-СО-СН3 — органическое соединение, относящееся к классу кетонов с формулой C5H8O2. Этот дикетон имеет формальное название 2,4-пентандион. Он является прекурсором для синтеза ацетилацетонатов (Aсaс, от англ. Acetylacetone), распространённый бидентантный лиганд. Также является строительным блоком для синтеза гетероциклических соединений.

## Свойства
Бесцветная жидкость с запахом ацетона и уксусной кислоты.
Кетонная и енольная формы ацетилацетона сосуществуют в растворе; эти формы являются таутомерами. C2v симметрия для енола, показанного на левой части схемы, была подтверждена разными методами, в том числе и микроволновой спектроскопией.
Водородная связь в еноле уменьшает стерическое отталкивание между карбонильными группами. В газовой фазе константа равновесия равна 11,7. Константа равновесия стремится к увеличению в неполярных растворителях:
циклогексан — 42, толуол — 10, ТГФ — 7,2, ДМСО — 2, в воде 0,23. Енольная форма является винилогом карбоновой кислоты.

## Получение
В промышленности ацетилацетон получают термической перегруппировкой изопропенилацетата

Лабораторный синтез ацетилацетона начинается с ацетона. Ацетон и уксусный ангидрид при добавке BF3 в качестве катализатора:

Второй синтез включает катализируемая основаниями конденсация ацетона и этилацетата, с последующим подкислением.
NaOEt + EtO2CCH3 + CH3C(O)CH3 → NaCH3C(O)CHC(O)CH3 + 2 EtOH
NaCH3C(O)CHC(O)CH3 + HCl → CH3C(O)CH2C(O)CH3 + NaCl
Благодаря лёгкости этих синтезов известно много аналогов ацетилацетонатов. Некоторые примеры включают C6H5C(O)CH2C(O)C6H5 (dbaH) и (CH3)3CC(O)CH2C(O)CC(CH3)3. Гексафторацетилацетонаты (F3CC(O)CH2C(O)CF3) широко используются для получения летучих комплексов металлов.

## Ацетилацетонат-анион
Ацетилацетонат-анион, C5H7O2−, является сопряжённым основанием 2,4-пентандиона. Он не существует свободно в виде аниона в растворе, напротив, он связан с соответствующим катионом, таким как Na+. На практике существование свободного аниона, обычно обозначаемого acac−, только удобная модель.
Ацетилацетонат натрия может быть получен депротонированием ацетилацетона гидроксидом натрия в смеси вода-метанол.

## Координационная химия
С ионами металлов ацетилацетон даёт прочные комплексные соединения, которые используют в аналитической химии для определения и разделения бериллия, меди, хрома, железа и других металлов; в радиохимии — для выделения радиоактивных изотопов.
Ацетилацетонат анион образует комплексы с многими ионами переходных металлов, где оба атома кислорода связаны с металлом, образуя шестичленные хелатные комплексы. Некоторые примеры, включая Mn(acac)3,, VO(acac)2, Fe(acac)3, и Co(acac)3. Любой комплекс с формулой M(acac)3 хирален (имеет несовместимость со своим отражением в зеркале). Комплексы M(acac)3 могут быть восстановлены электрохимически; глубина восстановления зависит от растворителя и металлического центра
Бис- и трис-комплексы типа M(acac)2 и M(acac)3 в основном растворимы в органических растворителях, в противоположность соответствующим галогенидам. Важное применение включает в себя использование их в 1Н ЯМР в качестве «смещающего реагента» и в качестве катализаторов в органическом синтезе, а также прекурсоров к промышленным катализаторам гидроформилирования.
C5H8O2− соединения в некоторых случаях происходит через центральный углеродный атом; этот тип связывания более характерен для переходных металлов третьего ряда, таких как платина(II) и иридий(III).

### Ацетилацетонаты металлов

#### Ацетилацетонат хрома(III)
Cr(acac)3 используется как спин-релаксационный агент для увеличения чувствительности в количественной углерод-13 ЯМР спектроскопии
Трис-ацетилацетонат хрома представляет собой красно-фиолетовые кристаллы, похожие на блёстки.
Одним из способов его получения является взаимодействие ацетата хрома(III) с ацетилацетоном в присутствии некоторого количества уксусной кислоты при длительном кипячении.
Cr(CH3COO)3 + 3H-acac = 3CH3COOH + Cr(acac)3

#### Ацетилацетонат меди(II)
Cu(acac)2 получается обработкой ацетилацетона водным раствором Cu(NH3)42+ и доступен коммерчески, катализирует сочетание или реакции переноса карбена.

#### Ацетилацетонат меди(I)
В отличие от производных меди(II), ацетилацетонат меди(I) чувствителен к воздуху. Он используется в качестве катализатора реакции Михаэля.

#### Ацетилацетонат марганца(III)

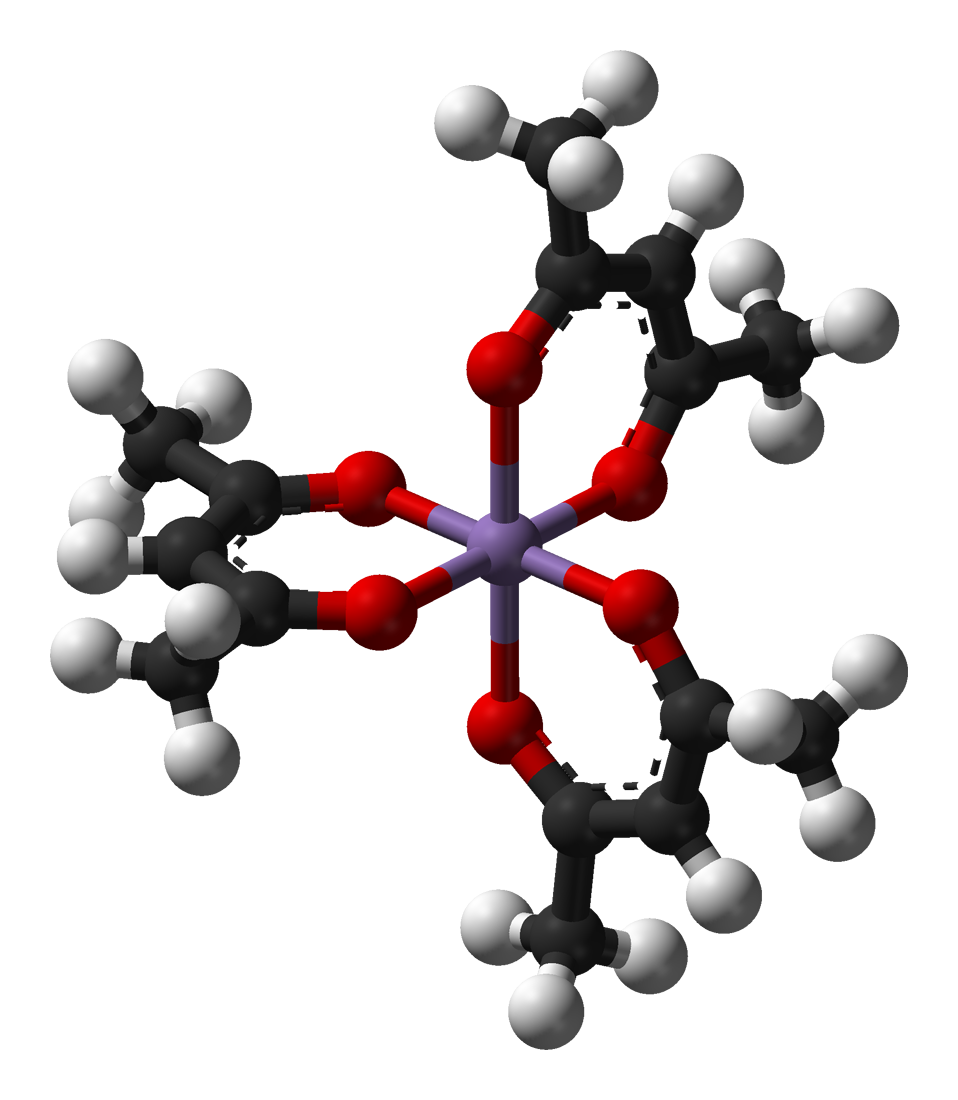
Шаро-стержневая модель ∆-Mn(acac)_{3}, with Jahn-Teller tetragonal elongation

Ацетилацетонат марганца(III), Mn(acac)3, одноэлектронный окислитель, используется для сочетания фенолов. Его получают либо конпропорционированием Mn(acac)2 с перманганатом калия и избытком ацетилацетона, либо прямой реакцией ацетилацетона с перманганатом калия. В терминах электронной структуры, Mn(acac)3 является высокоспиновым. Октаэдрическая структура искажена благодаря эффекту Яна — Теллера. Две наиболее общие структуры для этого комплекса включает одну с тетрагональным увеличением и одну с тетрагональным сжатием. Для увеличения, длины двух Mn-O связей равны 2,12 Å, в то время как остальные четыре — 1,93 Å. Для сжатия, длины двух Mn-O связи равны 1,95 Å, остальные четыре — 2,00 Å. Эффект тетрагонального увеличения заметно более существен, чем эффект тетрагонального сжатия.

#### Ацетилацетонат никеля(II)

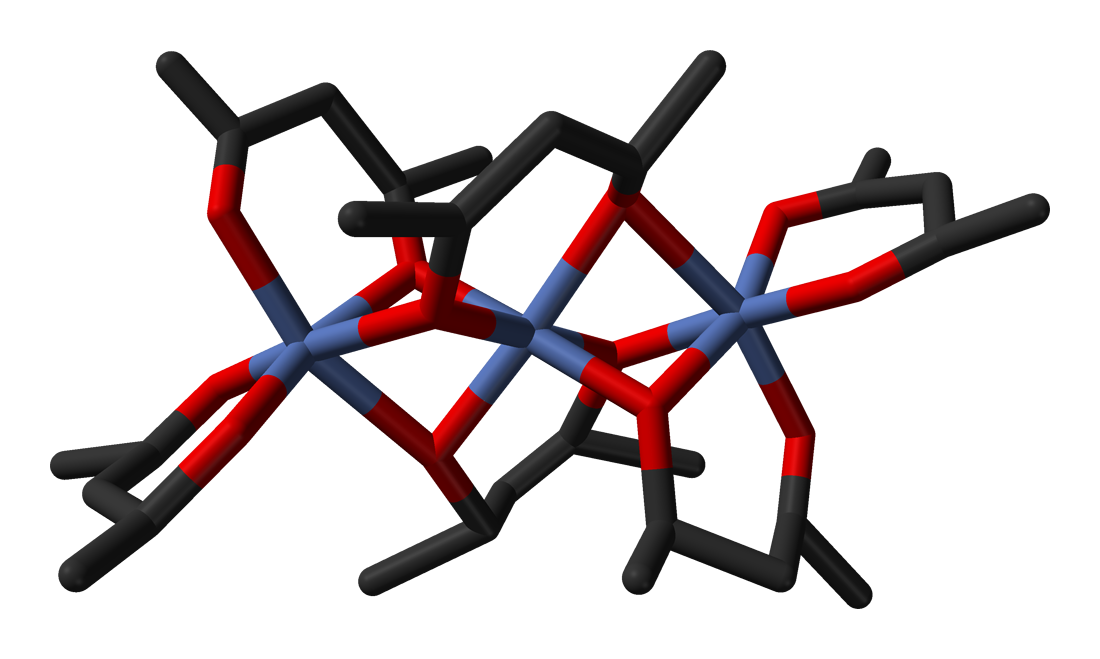
Стержневая модель [Ni(acac)_{2}]_{3}

Ацетилацетонат никеля(II) — это не Ni(acac)2, а тример [Ni(acac)2]3. Твёрдое вещество изумрудно-зелёного цвета, нерастворимо в бензоле. Широко используется для получения Ni(O)-комплекса. Под действием влаги воздуха [Ni(acac)2]3 переходит в зеленоватый мономерный гидрат.

#### Ацетилацетонат ванадила

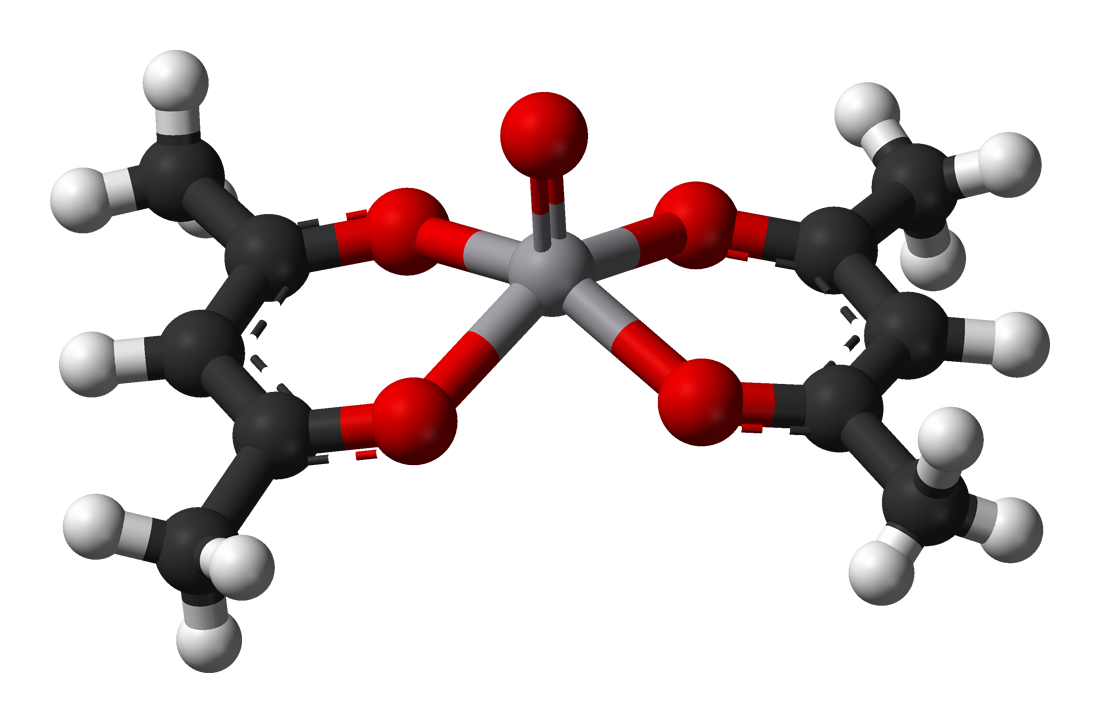
Шаро-палочковая модель VO(acac)_{2}

Ацетилацетонат ванадила — сине-зелёный комплекс с формулой V(O)(acac)2. Плохо растворим в воде. Хорошо растворим в органических растворителях. Водный раствор окрашивает в тёмно-зелёный цвет. Он полезен в эпоксидировании аллильных спиртов.

#### Ацетоноацетат цинка
Моногидрокомплекс Zn(acac)2H2O (температура плавления 138—140 °C) пятикоординатный, принимает форму квадратной пирамиды. Дегидратация этих веществ даёт гигроскопическое сухое производное (температура плавления 127 °C). Это более летучее производное использовалось как прекурсор для плёнок ZnO

#### Ацетоноацетат иридия
Иридий(I) и иридий(III) образуют стабильные ацетилацетонатные комплексы. Ir(III)-производные, включая транс-Ir(acac)2(CH(COMe)2)(H2O) и более распространённый D3-симметричный Ir(acac)3. Производные с С-связью являются прекурсором для гомогенных катализаторов для C-H активирования и соответствующих химий
Иридий(I)-производные включают планарно-квадратный Ir(acac)(CO)2 (C2v-симметрия).

#### Алюминий(III) ацетилацетонат
Al(C5H7O2)3, или сокращённо Al(acac)3, образует кристаллический желтоватый осадок при прямой реакции ацетилацетона с растворимой солью алюминия в щелочной среде при нагревании.

### C-связанные ацетилацетонаты
C5H7O2− в некоторых случаях также связывает металл через центральный атом углерода (C3); этот способ связывания характерен для металлов третьего переходного ряда, таких как платина(II) и иридий(III). Комплекс Ir(acac)3 и соответствующий аддукт с основанием Льюиса Ir(acac)3L (L = an амин) содержат один углеродно-связанный acac лиганд. ИК-спектры О-связанных ацетилацетонатов характеризуется относительно малоэнергетическим νCO линиями при 1535 см−1, тогда как в углеродно-связанном ацетилацетонате наблюдается линия поглощения νC=O при 1655 см−1, характерная для кетонов.

## Другие реакции ацетилацетона
- Депротонирование: очень сильные основания могут дважды депротонировать ацетилацетон, начиная с С3, а также С1. Образующееся вещество может быть проалкилировано по атому C-1.
- Прекурсор для синтеза гетероциклов: Ацетилацетон — многофункциональный прекурсор гетероциклов. Так, гидразин даёт при конденсации с ацетилацетонами замещенные пиразолы, а мочевина — пиримидины.
- Прекурсор соответствующих имино-лигандов: ацетилацетон конденсируется с аминами, давая моно- и ди-кетимины, в которых один либо два атома кислорода ацетилацетона, соответственно, замещаются на группу NR (где R = арил, алкил).
- Фермент ацетилацетона диоксигеназа разрывает связь углерод-углерод с образованием ацетата и 2-оксопропаналя. Фермент Fe(II) зависим, но было доказано соединение также с цинком. Деградация ацетилацетона была охарактеризивана в бактерии johnsonii.[13]

C5H8O2 + O2 → C2H4O2 + C3H4O2
- Арилирование: ацетилацетонат замещает галиды из обычной галогенозамещённой бензойной кислоты. Реакция катализируется медью.

2-BrC6H4CO2H + NaC5H7O2 → 2-(CH3CO)2HC)-C6H4CO2H + NaBr

## Безопасность
КПВ 2.4-11.6 %